# Donald Ewen Cameron
Donald Ewen Cameron (24 tháng 12 năm 1901 – 8 tháng 9 năm 1967), được biết với cái tên Tiến sĩ Ewen Cameron hay Ewen Cameron là một nhà tâm thần học người Mỹ gốc Scotland. Ông từng là chủ tịch của Hiệp hội Tâm thần học Hoa Kỳ (1952–1953), Hiệp hội Tâm thần học Canada (1958-1959), Hiệp hội Tâm lý học Hoa Kỳ (1963), Hội Tâm thần Sinh vật học (1965) và Hiệp hội Tâm thần học Thế giới (1961-1966). Mặc dù có danh tiếng và chuyên môn cao, ông vẫn bị chỉ trích vì thực hiện chữa bệnh bằng sốc điện và thuốc thử nghiệm cho bệnh nhân mà không có bản thỏa thuận sau đồng ý. Một vài vụ việc trên đã diễn ra trong chương trình của dự án MKUltra về kiểm soát tâm trí.

## Tiểu sử và sự nghiệp
Donald Ewen Cameron sinh ra tại cầu Allan, Scotland. Ông là con trai trưởng của một trưởng hội Giáo hội Trưởng Nhiệm. Ông từng nhận một bằng y khoa M.B. và Ch.B về tâm lý học tại đại học Glasgow năm 1924, một bằng D.P.M. từ đại học London năm 1925 và một bằng M.D. khác cũng từ đại học Glasgow năm 1936.
Ông bắt đầu khóa đào tạo về tâm thần học tại bệnh viện Tâm thần Hoàng gia Glasgow năm 1925. Năm 1926, ông làm Trợ lý Bác sĩ trưởng tại đó và được giới thiệu với nhà tâm thần học David Henderson, một học trò của nhà tâm thần học người Mỹ gốc Thụy Sĩ Adolf Meyer. Ông tiếp tục được đào tạo tại Mỹ dưới sự dạy dỗ của Meyer tại phòng khám của Phipps, bệnh viện Johns Hopkins ở Baltimore, Maryland từ 1926 đến 1928 với một học bổng Nghiên cứu Henderson.